# 葡萄酒博物館
葡萄酒博物館（葡萄牙語：Museu do Vinho）是位於澳門新口岸填海區高美士街旅遊活動中心地庫的一所以葡萄酒為主題的博物館，與大賽車博物館相鄰，也毗鄰澳門綜藝館、金蓮花廣場。博物館主要介紹葡萄酒的歷史、葡萄種植歷史、釀製過程、釀製工具器皿和各種陳年葡萄酒之外，也設有品嚐葡萄酒區域。

## 歷史
澳門政府為了讓參觀人士了解葡萄酒在葡萄牙傳統、日常生活以及慶典禮儀中在社會、經濟和文化等方面的重要性，因而於1995年12月15日設立葡萄酒博物館；這所博物館是亞洲第一所以葡萄酒為題的博物館。
2017年7月1日，葡萄酒博物館連同全幢澳門旅遊活動中心正式關閉。
2017年7月16日，旅遊局長文綺華表示，大賽車博物館將由原來半層擴展至整幢大樓，葡萄酒博物館已暫停開放。博物館原有位置已改建為全新的澳門大賽車博物館，並於2021年6月1日開幕。

## 博物館原有設施
葡萄酒博物館位於高美士街旅遊活動中心地庫，其面積為1400平方米；博物館藏有1050個品牌的葡萄酒，展出近700種行銷酒和300種珍藏酒；而博物館主要分為葡萄種植和葡萄酒釀造歷史區、酒窖、展覽區合共三個展區外，也設有葡萄酒品嚐區域。葡萄種植和葡萄酒釀造歷史區（Informação histórica）介紹有關葡萄的種植以及葡萄酒的釀造歷史；酒窖（Adega）則收藏了359種來自不同酒區的葡萄酒，當中收藏了一瓶在葡萄牙波爾圖一個葡萄莊園於1815年出產的馬德拉酒外，也展有200年歷史的葡萄壓榨機、羊皮酒容器、銅蒸餾器、釀酒酒莊模型等與釀製葡萄酒過程相關的展品；而展覽區（Sala de Exposições）展出葡萄牙不同酒區的民族特色服裝。

## 資料來源
1. ↑  . 天天日報. 1999-04-17: D01 （中文）.
2. 1 2 3 4  . 澳門旅遊局. 2012-04-19. （原始内容存档于2012-01-29） （中文（繁體））.
3. 1 2 3  . 澳門旅遊互動網）.   [2012-04-19]. （原始内容存档于2014-12-26） （中文（繁體））.
4. ↑  . 天天日報. 1998-12-27: D01 （中文）.
5. ↑  . 旅遊局（DST）. 澳門特別行政區新聞局. 2017年6月23日.
6. ↑  . 澳門特別行政區政府入口網站.   [2021-07-22]. （原始内容存档于2021-07-22） （中文（繁體））.
7. ↑  張曉琦. . 今日新聞網. 2001-07-08  [2012-04-19] （中文（繁體））.
8. 1 2  . 澳門新聞局（轉自澳門旅遊局）. 2009-08-25  [2012-04-19]. （原始内容存档于2016-03-04） （中文（繁體））.